# Minniza iberica
Minniza iberica är en spindeldjursart som beskrevs av Juan A. Zaragoza 200. Minniza iberica ingår i släktet Minniza och familjen Olpiidae. Inga underarter finns listade i Catalogue of Life.